# Масарыгин, Александр Владимирович
Александр Владимирович Масарыгин (род. 18 октября 1960 года) - российский легкоатлет-ультрамарафонец.

## Карьера
В 1991 году победил на 100-километровом ультрамарафоне «Kalisz» с результатом 6:44.33.
В 1992 году завоевал серебро на 100-километровом ультрамарафоне «Pedestres Villa de Madrid» с результатом 6:44.22, побеждает на немецком 100-километровом ультрамарафоне «Hanau-Rodenbach» с результатом 6:26.24.  Становится третьим на 100-километровом ультрамарафоне «Nacht van Vlaanderen» с результатом 6:34.56. 12 сентября 1992 года становится бронзовым призёром чемпионата Европы, проходившего в Нидерландах, с результатом 6:44.20 , а чуть позже завоёвывает бронзу 100-километрового ультрамарафона «Amiens» с результатом 6:33.04 .
В 1993 году победил на французском ультрамарафоне «Rognonas», где показал второй результат в истории соточников России - 6:20.59. Побеждает на ультрамарафоне «Hanau-Rodenbach» с результатом 6:22.19. Завоёвывает серебро на «Amiens» с результатом 6:30.35.
В 1994 году - бронза 6-часового забега «De Zes Uren van Gistel», серебро 100 км забега «Pedestres Villa de Madrid» результат 6:48.03, а также участие в многодневке Вена-Будапешт, где Александр стал четвёртым.
В 1995 году - серебро «Pedestres Villa de Madrid» результат 6:51.52.
В 1996 году - бронза 100-километрового ультрамарафона «S.Cruz de Bezana» результат 6:55.23.
После бронзы на сотке «Nacht van Vlaanderen» 2000 года с результатом 6:46.24, завершает активную карьеру.